# Fenómeno psicosomático
El fenómeno psicosomático es un concepto del psicoanálisis que se refiere a una lesión orgánica que se considera de origen psicológico.  Es un síntoma físico que se supone producto de un  padecimiento mental.

## Definición del concepto
Aunque desde la psiquiatría se habla de afección psicosomática y no de síntoma psicosomático, desde el psicoanálisis, se lo denomina fenómeno psicosomático y no síntoma porque, a diferencia del síntoma psicoanalítico, no es una formación transaccional o de compromiso entre fuerzas opuestas en conflicto, sino que se trata de una lesión física susceptible de ser apreciada en el cuerpo del paciente.
Mente y cuerpo se encuentran indisolublemente ligados. Los hechos psíquicos repercuten en el cuerpo fisiológico del mismo modo que los hechos somáticos tienen efectos en la mente.
Numerosos investigadores se han dedicado a estudiar este tipo de síntomas o fenómenos, como Joyce Mc Dougall, Pierre Marty, Christian David, Michel de M'uzan, Angel Garma, Franz Alexander, Durban, Margolin, Luis Chiozza, Sami-Ali, Christian David, Thure von Uexkuel J. Loriod, M. Sperling, Peter Sifneos, o Marie Langer, Szapiro Liliana

## Cuadro clínico
El fenómeno psicosomático o FPS aparece en pacientes con enfermedades consideradas por la medicina como psicosomáticas.
Entre ellas encontramos desde las afecciones alérgicas de la piel, algunas gripes o las migrañas hasta los estados hipertérmicos. El FPS aparece en patologías como el asma bronquial, la  úlcera gástrica, la gastritis, la colitis ulcerosa, el síndrome de colon irritable, la hipertensión arterial, la neurodermatitis, la artritis reumatoide, el síndrome de fatiga crónica, el síndrome de Kearns-Sayre, el síndrome de Klippel-Feil, la tirotoxicosis, algunos tipos de fibromialgia,  el infarto de miocardio, la enfermedad de Crohn, la urticaria, el lupus eritematoso sistémico, la alopecia, la fiebre del heno, algunas enfermedades coronarias, algunas enfermedades atópicas, algunas dermatitis, algunos tipos de diabetes, algunos tipos de cáncer, la púrpura trombocitopénica idiopática, la blefaritis, algunas enfermedades culturales, algún hipertiroidismo, algún hipotiroidismo, los eczemas o la psoriasis, todos ellos pueden ser mensajes silenciosos del cuerpo.
Algunos estudiosos llegan a postular que la mitad de las enfermedades tienen un  origen psicosomático.

## Etiología según el psicoanálisis
En el FPS el conflicto pulsional es expulsado de la psiquis y  descargado por la vía somática a través del cuerpo. Cuando determinadas emociones dolorosas  son demasiado excitantes y la angustia se le vuelve intolerable al sujeto, la tensión pulsional es drenada hacia afuera. La lesión se inscrusta en el cuerpo sin haber pasado por el inconsciente.
El resultado es que no queda ninguna huella del conflicto interno. El dolor no llegó nunca  a adquirir una representación mental porque el sujeto se sintió incapaz de enfrentarlo.
El paciente quedó, así, desconectado de su realidad psíquica.
A semejanza del síntoma neurótico, en el FPS se trataría también de un intento de curación fallido, pero en este caso, la necesidad de ahogar las emociones en vez de contenerlas produce un doblegamiento de los afectos.
Por eso, ante un evento que para cualquier neurótico podría resultar angustiante y producir un fuerte dolor emocional, en este tipo de pacientes lo que  se observa es una falta de afecto.  En vez de una elaboración psíquica lo que hay es un ahogo de los afectos.
Pero ese ahogo de los afectos es patológico. Lo que sucede en realidad, no es que al sujeto no lo perturbe el evento traumático, sino que el dolor sería demasiado intolerable como para que pueda soportarlo. Con la aparición del FPS  el sujeto logra permanecer ajeno a su dolor emocional. No quedan huellas psíquicas de lo sucedido. La psiquis evacuó tan rápidamente cualquier irrupción emocional que se produce  una disfunción somática en su lugar.  Se produce una inscripción directa en el órgano sin mediación del inconsciente.
El paciente ni siquiera sospecha de una dimensión psicológica de sus enfermedades porque las tensiones libidinales nunca fueron reconocidas.
Entonces se produce una escisión patológica entre psique y soma, el conflicto se externaliza y el escenario es el cuerpo.
La pulsión se encarna en el cuerpo,  el cuerpo habla por el sujeto en sus lesiones. El afecto no recibe una elaboración psíquica y sigue un curso exclusivamente somático, reducido a una pura expresión fisiológica que lesiona lo real del tejido. Lesión que no puede ser restaurada por la vía de la palabra porque no es metáfora de nada, como en la conversión, ni está compuesta por significantes. El inconsciente queda fuera de juego.
Cuando se habla de paciente psicosomático, generalmente es porque este es el modo de defensa primordial que aparece.  Algunos sujetos tienen más disposición  para hacer un FPS en el lugar en el que otros tendrían síntomas neuróticos o psicóticos. Lo específico del fenómeno psicosomático es que es el resultado de un mecanismo de evitación que no se compensa con la creación de síntomas psicológicos.

## Diagnóstico
El llamado fenómeno psicosomático o FPS no es un tipo de síntoma que pertenezca a una estructura mental específica ni a una patología en particular.  Puede presentarse tanto en una estructura de personalidad neurótica, como en una perversa o una psicótica.
El término psicosomático remite a una patología del psicosoma, es decir, a trastornos orgánicos en los cuales la disfunción fisiológica es demostrable pero que, además, están ligados, de alguna manera, a la estructura de la personalidad de quien padece los síntomas o existe una conexión con situaciones de estrés padecidas por el sujeto.
En un paciente psicosomático lo que se puede observar, si se mira de afuera, es un individuo completamente normal, sin síntomas neuróticos ni psicóticos y  cuyos síntomas fisiológicos están desligados completamente de sus representaciones mentales. No asocia nada con la enfermedad somática, como en la histeria.

## Diagnóstico diferencial
Hay que diferenciar el FPS del síntoma conversivo y del síntoma hipocondríaco.
En el síntoma conversivo histérico, por ejemplo, la zona corporal afectada adquiere un significado simbólico de tipo pulsional. La formación del síntoma es un intento de resolución del conflicto psíquico. La representación insoportable se vuelve inofensiva porque la excitación pulsional es traspuesta a lo corporal, pasa de lo psíquico al cuerpo, el afecto se muda al cuerpo, es tramitado por la vía corporal, pero, a diferencia del FSP, en este caso sí estamos frente a una actividad psíquica. En la conversión el dolor anímico se convierte en dolor corporal, pero en el FPS muchas veces ni siquiera hay dolor físico. 
En la conversión, el dolor y la idea adquieren una representación mental que primero es consciente y luego inconsciente. Al desalojar la representación de la consciencia reprimiéndola el sujeto transmuda la magnitud del afecto en una sensación de dolor somático, pero sin lesionar el órgano, por eso los síntomas histéricos son móviles. Al asociar libremente, el significante que aparece en el discurso del paciente, puede ser puesto en combinación con otros significantes para ser procesado por las leyes del inconsciente y puede llegar a recordar la representación censurada.
En cambio en el acto sintomático de psicosomatización también fue una respuesta somática frente a una tensión pulsional, pero no se descarga el afecto, sino que este desaparece completamente y el órgano queda lesionado.
La diferencia con la hipocondría es que en ésta el sujeto cree estar enfermo, pero no lo está, es decir, que no hay lesión orgánica.

## Fenómeno psicosomático para el psicoanálisis
Según el psicoanálisis, el FPS también es un intento de curación al igual que otro tipo de síntomas como los síntomas neuróticos de las fobias, neurosis obsesivas o histerias pero, en vez de utilizar el mecanismo defensivo de la represión, lo que entra en juego es el repudio psíquico llamado desestimación. Sin embargo, a diferencia de lo que sucede en las psicosis, en las cuales la representación inconciliable es retenida apartada del Yo expensas de un desasimiento parcial del mundo exterior, estos pacientes no pierden contacto con la realidad externa sino con una parte de su realidad psíquica interna.
Para Jacques Lacan en el FPS no se sustituye un significante por otro significante, sino que los significantes se holofrasean, es decir, quedan pegados, superpuestos. En la holofrase el sujeto ya no aparece más como equívoco sino que deviene inseparable de una especie de monolito S1-S2.
Si se holofrasea el significante y S1 queda pegado a S2 el significante no queda disponible para producir formaciones del Inconsciente.
No hay malentendido, el sentido es unívoco, es un signo y no un significante. Por eso el FPS no es un síntoma descifrable y no puede ser interpretado. No es una formación del Inconsciente, no puede producir asociaciones libres, no es una articulación significante, no hay metáfora ni metonimia.

## Tratamiento
El tratamiento consiste, en primer lugar, en el tratamiento clínico del síntoma. El paciente debe ir al médico clínico y usar las medicaciones indicadas según su particular sintomatología. 
Los tratamientos existentes se dirigen a atacar y prevenir las crisis sintomáticas. 
El tratamiento farmacológico se realiza según el síntoma predominante. Al mismo tiempo se busca realizar cambios en el estilo de vida del paciente y tratar las alteraciones psicológicas asociadas mediante una psicoterapia que podría ser de orden psicoanalítico.
Desde distintas corrientes psicoterapéuticas se han logrado resultados positivos con una clara disminución de los síntomas.  Se recomienda el tratamiento combinado. Resulta fundamental el abordaje multidisciplinar basado en un tratamiento farmacológico y psicológico a la par. La unión entre farmacología específica dirigida al síntoma orgánico junto a psicoterapia ha resultado de mucho mejor pronóstico que la farmacología sola.
Desde la teoría lacaniana la dirección de la cura apunta a generar ese intervalo entre S1-S2. La dirección de la cura sería promover que los significantes puedan volver a funcionar como tales.